# السيد زين العابدين الغنبادي
السيد زين العابدين الجنبادي كان بيروقراطيًا إيرانيًا، نشط في الديوان في عهد الحكام التيموريين تيمورلنك (حكم 1370-1405 م) وشاهرخ (حكم 1405-1447 م). كان عضوًا في النخبة الإقليمية، وكان مالكًا للأراضي في بلدته الأصلية غنباد في قوهستان. توفي سنة 1425/6، وخلفه ابنه عماد الدين محمود الغنبادي، الذي خدم أيضًا في الديوان.